# Rhinolophus euryotis
Rhinolophus euryotis (Temminck, 1835) è un Pipistrello della famiglia dei Rinolofidi diffuso nell'Ecozona australasiana.

## Descrizione

### Dimensioni
Pipistrello di medie dimensioni, con la lunghezza della testa e del corpo tra 54 e 73 mm, la lunghezza dell'avambraccio tra 50 e 58,5 mm, la lunghezza della coda tra 16 e 28 mm, la lunghezza del piede tra 11 e 15 mm, la lunghezza delle orecchie tra 19 e 26,5 mm e un peso fino a 21,5 g.

### Aspetto
Le parti dorsali sono marroni chiare con la base dei peli più chiara mentre le parti ventrali sono giallo-brunastre. Talvolta la pelliccia tende ad assumere un colore arancione a causa delle esalazioni di ammoniaca all'interno delle grotte dove si rifugia. Le orecchie sono grandi e con una concavità sul bordo esterno appena sotto la punta. La foglia nasale presenta una lancetta con i bordi diritti e densamente ricoperta di peli, un processo connettivo con il profilo arcuato, una sella larga, corta e con i bordi quasi paralleli. La porzione anteriore è larga, copre interamente il muso e con un incavo superficiale centrale alla base dal quale si estende una striscia biancastra. Il labbro inferiore ha tre solchi longitudinali. La coda è lunga ed inclusa completamente nell'ampio uropatagio. Il primo premolare superiore è situato lungo la linea alveolare.

### Ecolocazione
Emette ultrasuoni ad alto ciclo di lavoro con impulsi a frequenza costante di 57–63 kHz.

## Biologia

### Comportamento
Si rifugia all'interno di grotte calcaree, gallerie minerari e vecchi tunnel militari dove forma colonie di diverse migliaia di individui.

### Alimentazione
Si nutre di insetti catturati vicino al suolo.

### Riproduzione
Femmine gravide e in allattamento sono state catturate sull'isola di Batanta nel mese di ottobre e ad agosto in Nuova Britannia. Danno alla luce un piccolo alla volta.

## Distribuzione e habitat
Questa specie è diffusa nell'Ecozona australasiana da Sulawesi all'Arcipelago delle Bismarck attraverso Timor e la Nuova Guinea.
Vive nelle foreste e nelle mangrovie fino a 1.600 metri di altitudine.

## Tassonomia
Sono state riconosciute 6 sottospecie:
- R.e.euryotis: Ambon, Seram, Yamdena, Timor;
- R.e.aruensis (Andersen, 1907): Isole Aru;
- R.e.burius (Hinton, 1925): Buru;
- R.e.praestens (Andersen, 1905): Kai Besar;
- R.e.tatar (Bergmans & Rozendaal, 1982): Sulawesi;
- R.e.timidus (Andersen, 1905): Isole Molucche settentrionali: Halmahera, Bacan, Bisa, Nuova Guinea, Batanta, Yapen, Kiriwina, Arcipelago delle Bismarck: Isole del Duca di York, Nuova Britannia, Nuova Irlanda.

## Conservazione
La IUCN Red List, considerato il vasto areale, la tolleranza a diversi tipi di habitat e la popolazione presumibilmente numerosa, classifica R.euryotis come specie a rischio minimo (Least Concern)).